# 戚袞
戚袞（519年—581年），字公文，吳郡鹽官人，南北朝南梁、南陳官員與儒者。
戚袞的祖父戚顯是南齊給事中，父親戚霸則是南梁臨賀王蕭正德的王府中兵參軍。他年少聰明，到建康遊學，向國子助教劉文紹學習三禮，在一兩年內明白三禮的重點。十九歲時，梁武帝下詔策論孔子正言和《周禮》、《禮記》解釋，戚袞獲得好成績，除授揚州祭酒從事史。就任國子博士、北方魏人宋懷方質疑儀禮意思，從魏國攜儀禮和禮記著疏，秘密保存不外流，到他快要去世，對家人說：「我死後，如果戚袞赴喪，便就給他儀禮、禮記義本，若他不來，就和我的屍體一同下葬吧。」反映戚袞獲得其他儒者推許，不久他兼任太學博士。
梁簡文帝為太子時曾經傳召戚袞講論，又設宴聚集儒士，先命令道學互相質問，接著呼喚中庶子徐摛講述道理，穿插暢談。徐摛能言善辯，難以反駁，宴席的儒士都垂頭喪氣，失去常態。戚袞當時和徐摛互相對答，言辭精采、對答如流，使簡文帝十分歎賞，很快除授員外散騎侍郎，遷官員外散騎常侍。梁敬帝承制，他外任江州長史，跟隨沈泰鎮守南豫州；沈泰出奔北齊時亦逼他同行，後來他從鄴下他逃走，又伴隨陳朝將領程文季北伐，在呂梁兵敗，被俘虜到北周，過了一會才能回國。其後他兼任國子助教，除任中衛將軍始興王陳叔陵的王府錄事參軍，至太建十三年（581年）去世，虛歲六十三。戚袞在梁朝曾撰寫《三禮義記》，但因為戰亂散失，有《禮記義》四十卷傳世。

## 引用
1. 1 2  《陳書·卷三十三·列傳第二十七》：戚袞字公文，吳郡鹽官人也。祖顯，齊給事中。父霸，梁臨賀王府中兵參軍。袞少聰慧，遊學京都，受三禮於國子助教劉文紹，一二年中，大義略備。年十九，梁武帝敕策孔子正言并周禮、禮記義，袞對高第。仍除揚州祭酒從事史。
2. 1 2  《南史·卷七十一·列傳第六十一》：戚袞字公文，吳郡鹽官人也。少聰慧，遊學都下，受三禮於國子助教劉文紹。一二年中，大義略舉。年十九，梁武帝敕策孔子正言並周禮、禮記義，袞對高第。除揚州祭酒從事史。就國子博士宋懷方質儀禮義。懷方北人，自魏攜儀禮、禮記疏，秘惜不傳。及將亡，
3. ↑  《陳書·卷三十三·列傳第二十七》：就國子博士宋懷方質儀禮義，懷方北人，自魏攜儀禮、禮記疏，祕惜不傳，及將亡，謂家人曰「吾死後，戚生若赴，便以儀禮、禮記義本付之，若其不來，即宜隨屍而殯」。其為儒者推許如此。尋兼太學博士。
4. ↑  《南史·卷七十一·列傳第六十一》：就國子博士宋懷方質儀禮義。懷方北人，自魏攜儀禮、禮記疏，秘惜不傳。及將亡，謂家人曰：「吾死後，戚生若赴，便以儀禮、禮記義本付之，若其不來，即隨屍而殯。」為儒者推許如此。尋兼太學博士。
5. ↑  《陳書·卷三十三·列傳第二十七》：梁簡文在東宮，召袞講論。又嘗置宴集玄儒之士，先命道學互相質難，次令中庶子徐摛馳騁大義，間以劇談。摛辭辯縱橫，難以答抗，諸人懾氣，皆失次序。袞時騁義，摛與往復，袞精采自若，對答如流，簡文深加歎賞。尋除員外散騎侍郎，又遷員外散騎常侍。
6. ↑  《南史·卷七十一·列傳第六十一》：簡文在東宮，召袞講論。又嘗置宴集玄儒之士，先命道學互相質難，次令中庶子徐摛馳騁大義，間以劇談。摛辭辯從橫，難以答抗，諸儒懾氣。時袞說朝聘義，摛與往復，袞精采自若，領答如流，簡文深加歎賞。
7. ↑  《陳書·卷三十三·列傳第二十七》：敬帝承制，出為江州長史，仍隨沈泰鎮南豫州。泰之奔齊也，逼袞俱行，後自鄴下遁還。又隨程文季北伐，呂梁軍敗，袞沒于周，久之得歸。仍兼國子助教，除中衛始興王府錄事參軍。太建十三年卒，時年六十三。袞於梁代撰三禮義記，值亂亡失，禮記義四十卷行於世。
8. ↑  《南史·卷七十一·列傳第六十一》：敬帝立，為江州長史。仍隨沈泰鎮南豫州。泰之奔齊，逼袞俱行。後自齊逃還。又隨程文季于呂梁，軍敗入周，久之得歸。卒於始興王府錄事參軍。袞于梁代撰三禮義記，逢亂亡失。禮記義四十卷行於世。

## 延伸阅读
[在维基数据编辑]
 《陳書·卷33》，出自姚思廉《陳書》